# Liste des édifices labellisés « Architecture contemporaine remarquable » du Doubs
Cet article recense les édifices labellisés « Architecture contemporaine remarquable » du Doubs, en France.
Le label « Architecture contemporaine remarquable » remplace depuis 2016 l'ancien label « Patrimoine du XXe siècle ». Il ne prend en compte que des édifices de moins de 100 ans à la date de labellisation, et qui ne sont pas protégés comme monuments historiques.
Au début 2024, le Doubs compte 30 édifices ainsi labellisés.

## Liste
| Monument                                                 | Commune              | Adresse                                           | Coordonnées                      | Notice     | Date | Illustration                                            |
| -------------------------------------------------------- | -------------------- | ------------------------------------------------- | -------------------------------- | ---------- | ---- | ------------------------------------------------------- |
| Église Saint-Nicolas                                     | Aïssey               | Place de l'Église                                 | 47° 16′ 08″ nord, 6° 19′ 51″ est | ACR0000197 | 2015 | Église Saint-Nicolas                                    |
| Complexe sportif évolutif couvert Jean-Michel-Curie      | Audincourt           | 5 rue René-Girardot                               | 47° 29′ 04″ nord, 6° 50′ 54″ est | ACR0001817 | 2023 | Image manquante Téléverser                              |
| Scène de musiques actuelles Le Moloco                    | Audincourt           | 21 rue de Seloncourt                              | 47° 28′ 44″ nord, 6° 50′ 35″ est | ACR0001818 | 2023 | Image manquante Téléverser                              |
| Usine d'horlogerie SIDHOR                                | Besançon             | 23 route de la Mouillière                         | 47° 14′ 34″ nord, 6° 01′ 59″ est | ACR0000198 | 2004 | Usine d'horlogerie SIDHOR                               |
| Cité de Planoise : les Époisses                          | Besançon             |                                                   | 47° 13′ 20″ nord, 5° 58′ 25″ est | ACR0000199 | 2014 | Cité de Planoise : les Époisses                         |
| Cité jardin Jean-Jaurès                                  | Besançon             | Rue de Dole                                       | 47° 13′ 53″ nord, 5° 59′ 44″ est | ACR0000200 | 2004 | Cité jardin Jean-Jaurès                                 |
| Cité universitaire                                       | Besançon             | Quai Veil-Picard                                  | 47° 14′ 20″ nord, 6° 01′ 07″ est | ACR0000201 | 2004 | Cité universitaire                                      |
| Église Saint-Louis de Montrapon                          | Besançon             |                                                   | 47° 14′ 47″ nord, 6° 00′ 31″ est | ACR0000204 | 2014 | Église Saint-Louis de Montrapon                         |
| Immeuble Le Building                                     | Besançon             | 26 rue de Proudhon                                | 47° 14′ 24″ nord, 6° 01′ 33″ est | ACR0000205 | 2004 | Immeuble Le Building                                    |
| Immeubles des frères Favre (Îlot Casino)                 | Besançon             | 5-9 avenue Édouard-Droz 1-3 place Payot           | 47° 14′ 30″ nord, 6° 01′ 58″ est | ACR0000206 | 2004 | Immeubles des frères Favre(Îlot Casino)                 |
| Institut supérieur des beaux-arts                        | Besançon             | 12 rue Denis-Papin                                | 47° 14′ 36″ nord, 5° 59′ 16″ est | ACR0000202 | 2004 | Institut supérieur des beaux-arts                       |
| Lycée Claude-Nicolas-Ledoux                              | Besançon             |                                                   | 47° 15′ 11″ nord, 6° 00′ 01″ est | ACR0000207 | 2014 | Lycée Claude-Nicolas-Ledoux                             |
| Lycée Jules-Haag (ancienne école nationale d'horlogerie) | Besançon             | 1 rue Labbé                                       | 47° 14′ 21″ nord, 6° 00′ 48″ est | ACR0000203 | 2004 | Lycée Jules-Haag(ancienne école nationale d'horlogerie) |
| Musée des Beaux-Arts et d'Archéologie                    | Besançon             | 1 place de la Révolution                          | 0° nord, 0° est                  | ACR0001740 | 2023 | Musée des Beaux-Arts et d'Archéologie                   |
| Pavillon de l'office de tourisme (actuel restaurant)     | Besançon             | 2 place de la Première-Armée-Française            | 47° 13′ 05″ nord, 5° 58′ 18″ est | ACR0000208 | 2004 | Pavillon de l'office de tourisme(actuel restaurant)     |
| Tour des juges du tremplin de ski                        | Chaux-Neuve          |                                                   | 46° 40′ 27″ nord, 6° 08′ 11″ est | ACR0000209 | 2014 | Tour des juges du tremplin de ski                       |
| Lycée agricole Perrenot-de-Granvelle                     | Dannemarie-sur-Crète | 2 rue des Chanets                                 | 47° 12′ 05″ nord, 5° 52′ 26″ est | ACR0001640 | 2020 | Image manquante Téléverser                              |
| Église Saint-François-d'Assise des Fougères              | Grand-Charmont       | Rue des Flandres                                  | 47° 32′ 05″ nord, 6° 49′ 22″ est | ACR0000210 | 2004 | Église Saint-François-d'Assise des Fougères             |
| Maison-atelier des Messagier                             | Lougres              | Le Moulin                                         | 47° 28′ 20″ nord, 6° 41′ 11″ est | ACR0000211 | 2004 | Image manquante Téléverser                              |
| Bains-douches                                            | Montbéliard          | 4 rue Charles-Contejean                           | 47° 30′ 28″ nord, 6° 47′ 40″ est | ACR0000215 | 2004 | Bains-douches                                           |
| Complexe Axone                                           | Montbéliard          | 6 rue du Commandant-Pierre-Rossel                 | 47° 29′ 36″ nord, 6° 49′ 14″ est | ACR0001820 | 2023 | Image manquante Téléverser                              |
| Gymnase Viette                                           | Montbéliard          | 4-6 rue de la Garenne                             | 47° 29′ 37″ nord, 6° 48′ 34″ est | ACR0000212 | 2014 | Image manquante Téléverser                              |
| Lotissement de la Combe-aux-Biches                       | Montbéliard          | Rue des Sources                                   | 47° 31′ 01″ nord, 6° 48′ 34″ est | ACR0001474 | 2019 | Image manquante Téléverser                              |
| Lotissement Les Bois de Courcelles                       | Montbéliard          | 8-38, rue de l'Aérodrome 25-27 rue Hélène-Boucher | 47° 29′ 50″ nord, 6° 47′ 28″ est | ACR0000216 | 2014 | Image manquante Téléverser                              |
| Lycée Jules-Viette                                       | Montbéliard          | 1B rue Pierre-Donzelot                            | 47° 29′ 47″ nord, 6° 48′ 36″ est | ACR0000213 | 2014 | Image manquante Téléverser                              |
| Piscine de plein air                                     | Montbéliard          | 16 rue Maurice-Ravel                              | 47° 29′ 50″ nord, 6° 47′ 59″ est | ACR0000214 | 2004 | Image manquante Téléverser                              |
| Musée Courbet                                            | Ornans               | 1 place Robert-Ferniet                            | 0° nord, 0° est                  | ACR0001821 | 2023 | Musée Courbet                                           |
| Couverture du demi-terrain de football                   | Seloncourt           | 20 rue Côté                                       | 47° 27′ 52″ nord, 6° 50′ 46″ est | ACR0001697 | 2022 | Image manquante Téléverser                              |
| Église Sainte-Croix                                      | Sochaux              | Rue de l'Église                                   | 47° 30′ 58″ nord, 6° 49′ 31″ est | ACR0001641 | 2020 | Image manquante Téléverser                              |
| Chapelle Notre-Dame de Sous-Roches                       | Valentigney          | Rue de Valmont                                    | 47° 28′ 23″ nord, 6° 49′ 51″ est | ACR0001642 | 2020 | Chapelle Notre-Dame de Sous-Roches                      |